# Qazaq radiosy
Qazaq radiosy (en alphabet cyrillique kazakh : Қазақ радиосы, russe : Казахское радио) est une station de radio publique kazakhe appartenant à la Corporation de radio et de télévision du Kazakhstan. 
Fondée en 1921, elle est la doyenne des radios nationales du pays, devant Radio Shalkar (créée en 1966), Radio Astana (créée en 1999) et Radio Classic (créée en 2011).

## Histoire
Le début des années 1920 marque les premiers pas de la radiodiffusion dans de nombreuses républiques soviétiques. Tandis qu’à Moscou, Lénine ordonne la construction de la tour Choukhov afin de servir de relais à la toute nouvelle station de radio d’état de la Russie soviétique, Radio Moscou (future « Radio de toute l’Union (en) »), des initiatives similaires sont menées en province afin de relayer la parole du gouvernement et du parti communiste. Les autorités de la République socialiste soviétique autonome kirghize (future République socialiste soviétique autonome kazakhe) envisagent la création d’une station de radio locale à Orenbourg (alors capitale de ce territoire) à cette même époque. Le 29 septembre 1921, elle commence à émettre ses programmes, alors exclusivement en russe. En 1927, elle commence à diffuser également des programmes en kazakh. 
Radio d’état de la République socialiste soviétique kazakhe (avec Radio Shalkar à partir de 1966) dans le cadre de l’Union soviétique, elle rejoint le giron de la toute nouvelle Corporation de radio et de télévision du Kazakhstan au moment de l’indépendance du pays en 1991. Depuis le 1er septembre 2012, Kazakh Radio est diffusée depuis le nouveau centre de diffusion « QazMedia Ortalygy », au cœur de la capitale, Astana.

## Émissions

Logo de la station jusqu'en 2018.

Qazaq radiosy est la plus importante station de radio publique du pays. Radio d’état, elle a une mission de service public et se donne pour objectif d’informer et de divertir ses auditeurs, dans le respect de la pluralité ethnique du Kazakhstan. Ainsi, Qazaq radiosy émet non seulement en kazakh et en russe (les deux langues officielles du pays), mais aussi dans les langues des différentes « nationalités » (azéri, allemand, coréen, tatar, turc et ouïgour.
).
Les émissions commencent le matin après la diffusion de l’hymne national et des premières informations. La grille des programmes est rythmée par des flashs infos ou des journaux toutes les demi-heures (sauf la nuit), des revues de la presse nationale et internationale ainsi que par des émissions thématiques ayant trait à la vie quotidienne, à la politique, à l’économie, à l’agriculture ou à l’éducation. La musique est naturellement présente à l’antenne, avec une large place laissée aux variétés nationales ou issues des pays de l’ex-Union soviétique (notamment de Russie).
Qazaq radiosy émet essentiellement en modulation de fréquence (bande FM) et en ondes moyennes. Un réseau d’émetteurs permet de la recevoir dans toutes les grandes villes du pays, mais aussi à Tachkent (capitale de l’Ouzbékistan) en FM et à Bichkek (capitale du Kirghizstan) en AM. Elle peut également être écoutée dans les régions frontalières de Russie et de Chine, et dans le monde entier en streaming sur son site internet, disponible en trois langues (kazakh, russe et anglais).

## Fréquences

### Au Kazakhstan
- Aktaou : 101.1 MHz
- Aktioubé : 102.2 MHz
- Almaty : 101.0 MHz
- Astana : 106.8 MHz
- Atyraou : 101.0 MHz
- Baïkonour : 72.8 MHz
- Chimkent : 100.0 MHz
- Kokchetaou : 101.0 MHz
- Karaganda : 103.4 MHz
- Kostanaï : 105.0 MHz
- Kyzylorda : 102.0 MHz
- Oural : 101.2 MHz
- Öskemen : 104.0 MHz
- Pavlodar : 101.0 MHz
- Petropavl : 106.8 MHz
- Semeï : 100.1 MHz
- Taraz : 100.8 MHz

### Au Kirghizstan
Kazakh Radio peut être écoutée en onde moyenne dans la capitale du Kirghizstan et dans les villes proches de la frontière (Korday, Tokmok...).
- Bichkek : 1098 kHz

### En Ouzbékistan
Kazakh Radio peut être écoutée en modulation de fréquence dans la capitale de l'Ouzbékistan et dans les villes proches de la frontière (Chinoz, Chirchiq...).
- Tachkent : 100.0 MHz / 102.3 MHz